# Wasserschloss Oberaulenbach

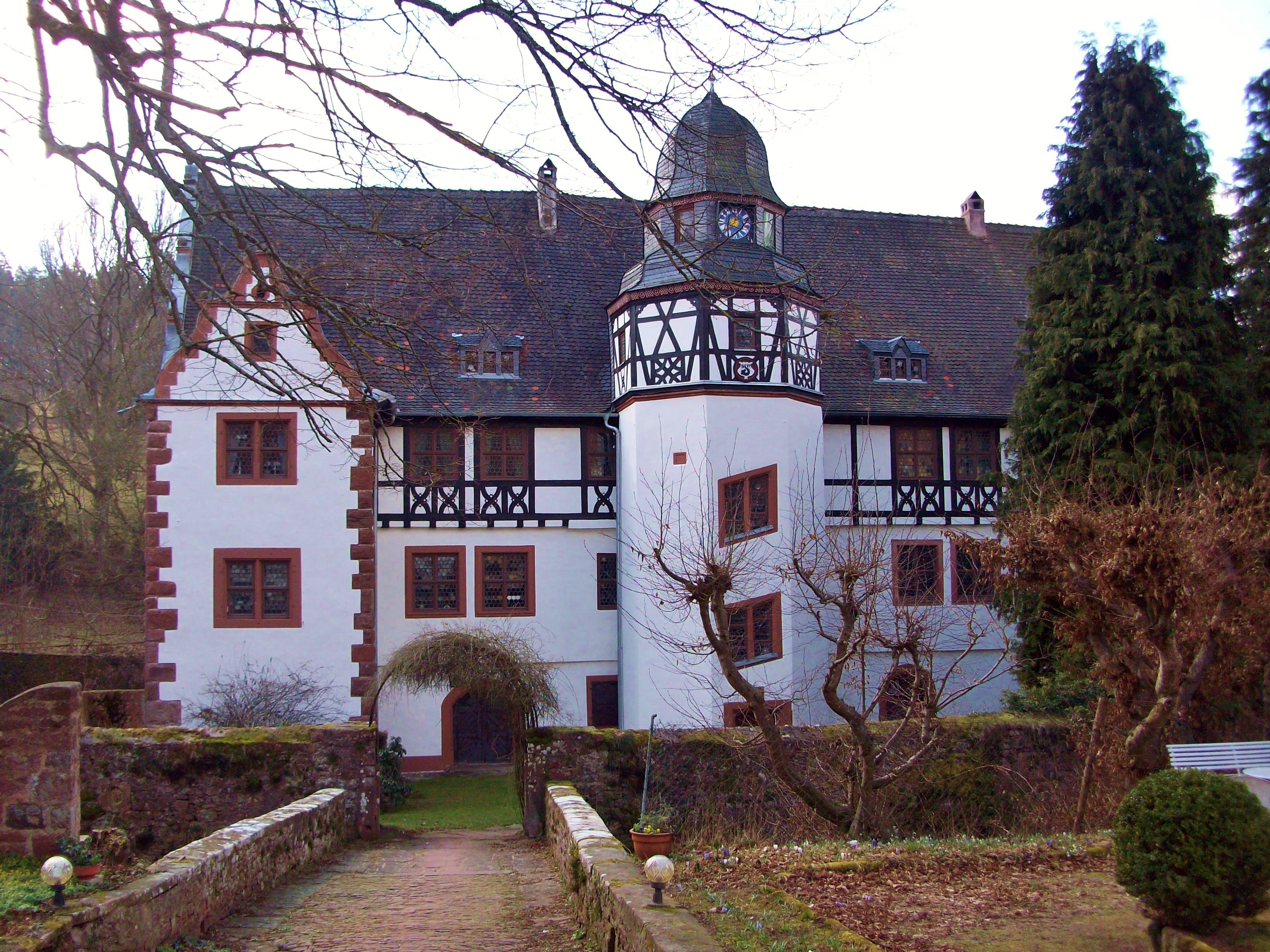
Wasserschloss Oberaulenbach, Nordostseite, Eingangsbereich mit Treppenturm, am Turm das Wappen der Familie Kottwitz von Aulenbach

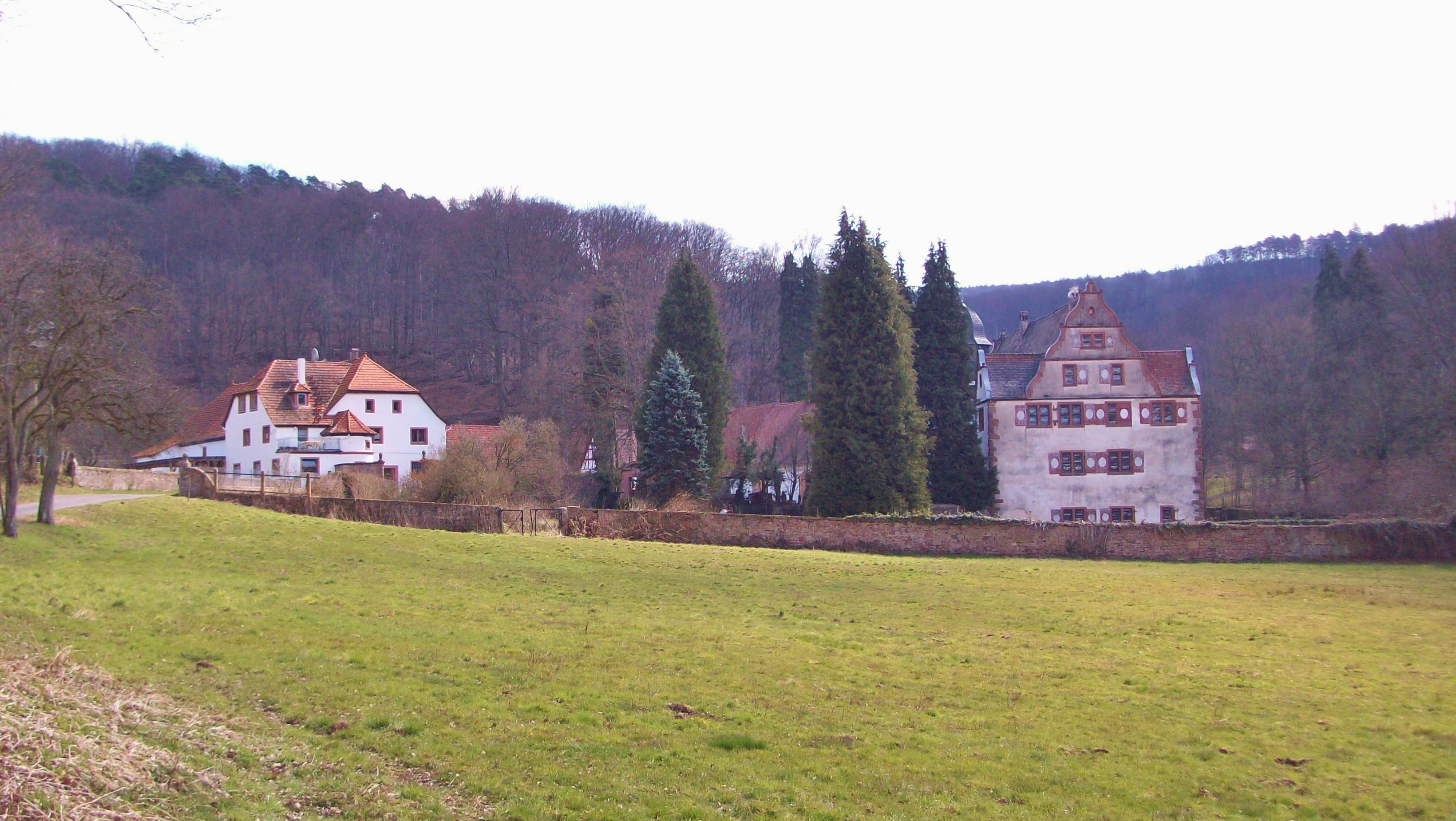
Wasserschloss Oberaulenbach und Hofgut, Ansicht des Zugangs aus Richtung Unteraulenbach

Das Wasserschloss Oberaulenbach ist ein Wasserschloss und gleichzeitig Gemeindeteil des Marktes Eschau im unterfränkischen Landkreis Miltenberg in Bayern.

## Lage
Das Wasserschloss im Stil der Renaissance liegt im Naturpark Spessart ca. 800 m östlich des Gemeindeteils Unteraulenbach. Es liegt zwischen Sommerau und Hobbach in einem linken Seitental der Elsava, das vom Rosselbrunngraben gebildet wird und sich in Unteraulenbach mit dem kleineren Tal des Aulenbaches zum Elsavatal nach Westen hin öffnet. Zum Hofgut gehören ca. 30 ha Acker- und Wiesenland und ca. 481 ha Wald. Die beiden anderen Wasserschlösser im Elsava-Tal sind Schloss Mespelbrunn und das Wasserschloss Sommerau. 800 Meter südlich Oberaulenbachs liegen die Ruinen der Wildenstein.

## Geschichte
Das Schloss in Aulenbach war eine Spessarter Forsthube, lehnbar zur Kommende des Deutschen Ordens in Prozelten. 1378 wird ein Fritz Pfeil von Aulenbach urkundlich genannt. Seit 1420 erscheinen die Stang von Zellingen, genannt Kottwitz mit dem Zunamen von Aulenbach. Demnach ist das Geschlecht im frühen 15. Jahrhundert in den Besitz des Schlosses gekommen.
Nach Bauuntersuchungen bei Renovierungen im Jahre 1912 stellte man fest, dass der Mittelbau der kleinen Anlage bereits aus dem 15. Jahrhundert stammen könnte. Dann wäre der Erbauer nach Forschungen des Kreisheimatpflegers und Historikers Wolfgang Hartmann der Fränkische Adlige Leonard Kottwitz, von dem es heißt, dass er ein Hofgrundstück im Aulenbachtal 1474 erkauft und erbaut habe. Es ersetzte wohl eine ältere möglicherweise beim Magdalenenhochwasser 1342 untergegangene Burg in der Nähe. Leonards erbender Vetter Walter, ein ehemaliger Raubritter, wurde nach 1483 vom Mainzer Erzbischof erstmals als Amtmann mit dem Hofgut belehnt, das seine Nachkommen, die sich nun Kottwitz von Aulenbach nannten, nach Kräften vermehrten. Das Schloss wurde im Dreißigjährigen Krieg in Mitleidenschaft gezogen. 
1693 verkaufte Georg Philipp Kottwitz von Aulenbach das Schloss mit den übrigen Besitzungen in Klingenberg am Main an den kurmainzischen Oberamtmann August Maximilian Freiherr von Mairhofen, dessen Nachkommen noch heute Eigentümer sind.
Die Kottwitz und die Herren von Fechenbach waren bis 1550 gemeinsame Besitzer des Sommerauer Wasserschlosses. Nach der Übernahme der Kottwitzschen Anteile waren die Fechenbacher die alleinigen Besitzer des Schlosses in Sommerau.
Nach dem Historischen Atlas von Bayern Unterfranken-Obernburg wurden Schloss und Wald Aulenbach 1838 von Hobbach getrennt und Sommerau einverleibt. Zugleich kam der ganze Komplex vom Landgericht Obernburg (Hobbach) zum Landgericht Klingenberg (Sommerau).

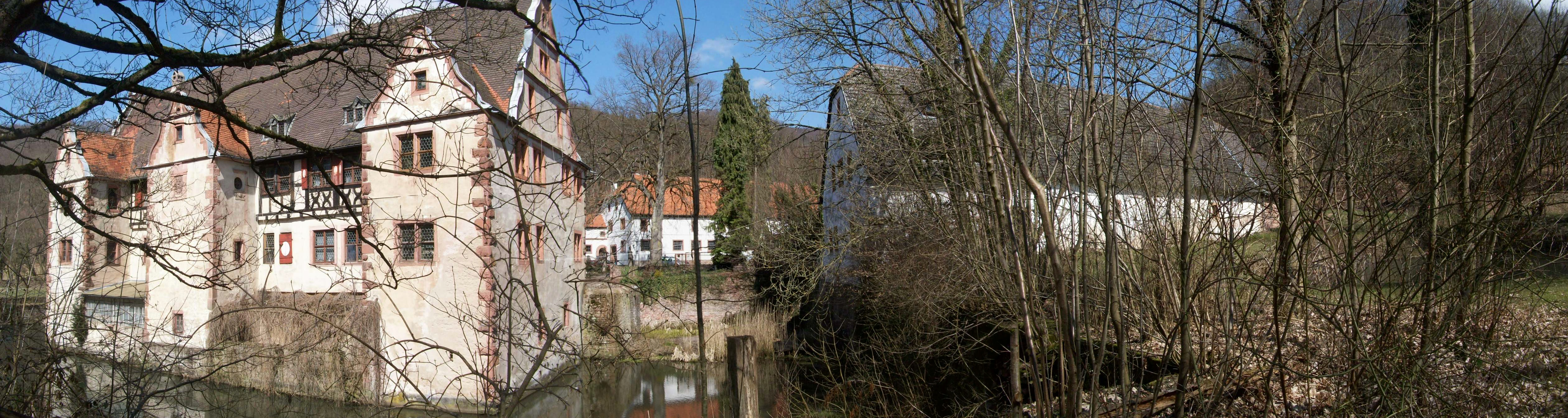
Wasserschloss Oberaulenbach, Panorama Südseite

## Baubeschreibung

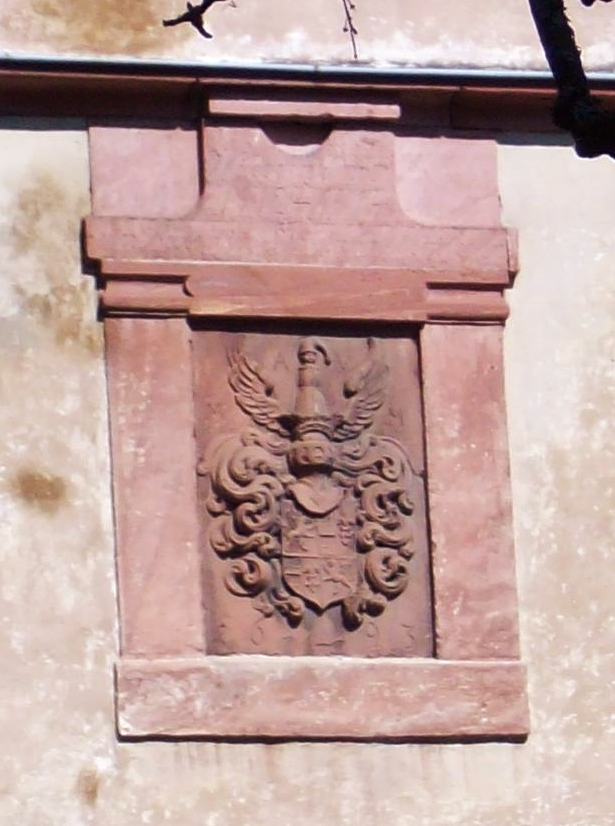
Wasserschloss Oberaulenbach, Südseite, Wappen der Familie von Mairhofen unterhalb des Mittelgiebels

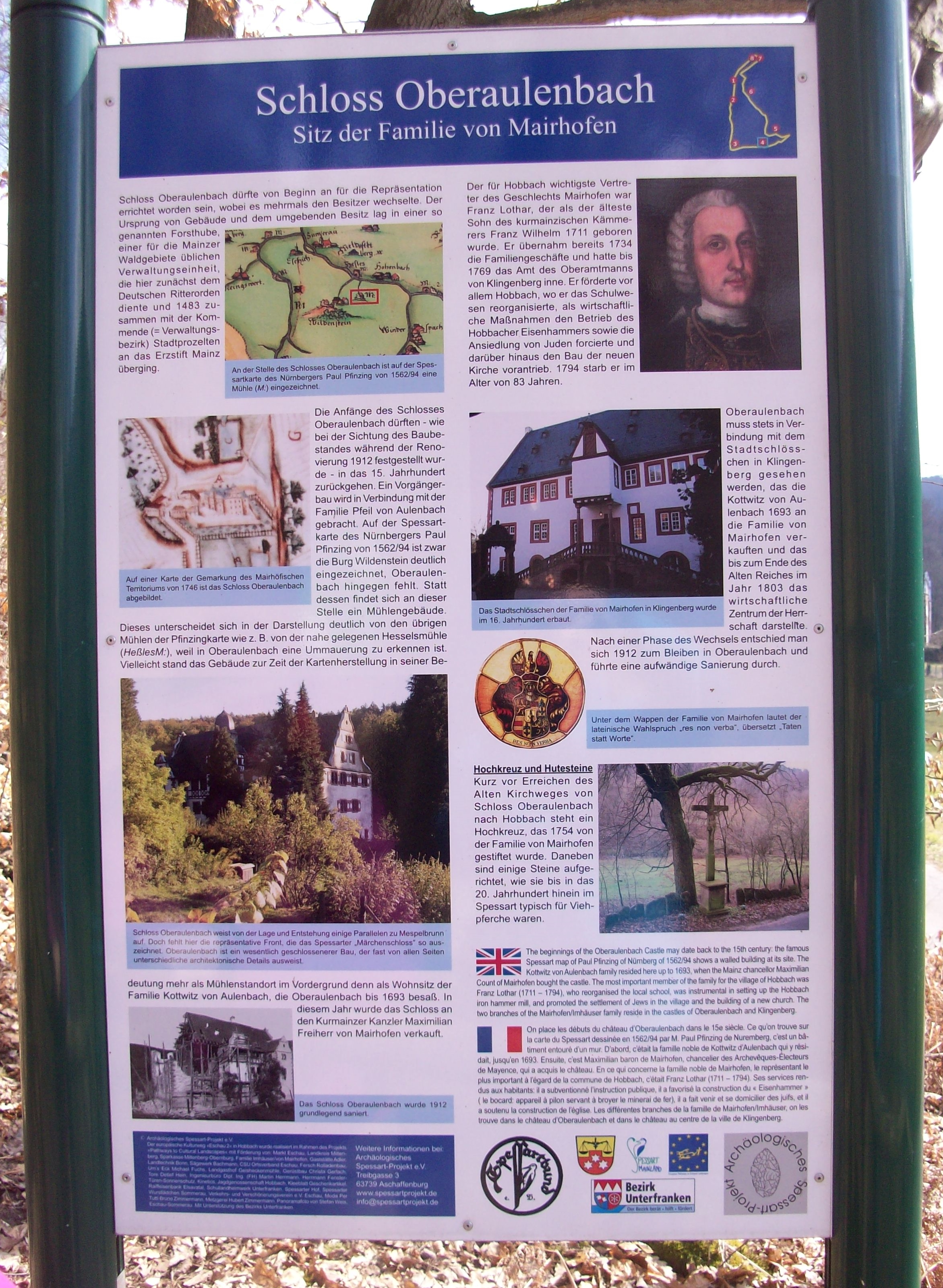
Infotafel des Spessartrundwegs zu Schloss und Familie von Mairhofen

Der Gesamtkomplex der Bauten lässt sich in zwei Teile trennen. An den älteren Wohnbau in der Südwestecke, der von einem Wassergraben umgeben ist, schließen sich gegen Osten die neueren Ökonomiebauten, Forsthaus und Verwalterhaus an, die einen unregelmäßig viereckigen, gegen Westen offenen Innenhof umschließen. Die Nebengebäude sind zum Teil neuzeitlich umgebaut. Am zweigeschossigen, schmucklosen Verwalterhaus befindet sich das Wappen der Mairhofen mit Inschrift von 1715.
Das Wohnhaus an der Südseite wird von einem Graben eingeschlossen, über den eine gemauerte Brücke führt. An dieser befindet sich die Jahrzahl 1788. Gegen Norden ist ein schmaler Zwinger vorgelegt. Die niedrige Zwingermauer hat Schießscharten und Mauerschlitze. Das Schloss hat einen unregelmäßigen Grundriss. An einem, wie sich aus der baugeschichtlichen Analyse ergibt, älteren Längsbau schließen sich an der östlichen und westlichen Schmalseite zwei kleine Querflügel an; ein schmaler, risalitartiger Flügel in der Mitte, der der südlichen Längsseite entspricht und an der Nordseite ein polygoner Treppenturm. Der Bau selbst ist dreigeschossig. Das Obergeschoss des Hauptbaues besteht aus Fachwerk, die später angebauten Flügel  aus Bruchsteinmauerwerk mit verzahnten Eckquadern und gewellten Giebeln. Die Fenster haben an den Flügeln gekehlte Steingewände, am Mittelbau Holzrahmen. An den Flügeln nach der Innenseite befinden sich rundbogig geschlossene Eingänge; das Gewände ist profiliert, im Scheitel die Jahreszahl 1579. Der Treppenturm zeigt im Obergeschoss Fachwerk und besitzt ein Kuppeldach. Der Eingang im Untergeschoss ist mit einem geraden Sturz, das Gewände ist profiliert. Im Sturz ist das Wappen der Mairhofen mit der Jahrzahl 1693 eingelassen; dieses wurde offenbar später eingesetzt, da die Spuren eines älteren Wappens der Kottwitz noch erkennbar sind. Im Fachwerk des Obergeschosses befindet sich das geschnitzte Wappen der Kottwitz mit der Jahrzahl 1594.
Der Mittelbau stammt aus älterer, spätgotischer Zeit. Der Wohnbau bestand ursprünglich nur aus einem ungegliederten, dreigeschossigen Haus, das nach den stilistischen Anhaltspunkten in die spätgotische Zeit gehört, und das 1579 durch die Flügelanbauten erweitert wurde. Die Seitenflügel, der Kapellenanbau und der Treppenturm wurden 1579 bzw. 1589 im Renaissancestil angebaut. Die einfachen Wirtschaftsgebäude, ein Forsthaus und ein Verwalterhaus, wurden 1755 neu errichtet. Sie bilden ein Viereck um einen Innenhof.
Alle Geschosse werden durch eine Mitteldiele erschlossen, die vom Treppenturm aus zugänglich ist. Im zweiten Geschoss befindet sich die Hauskapelle in Südrichtung.
Das Wasserschloss kann nur von außen besichtigt werden.

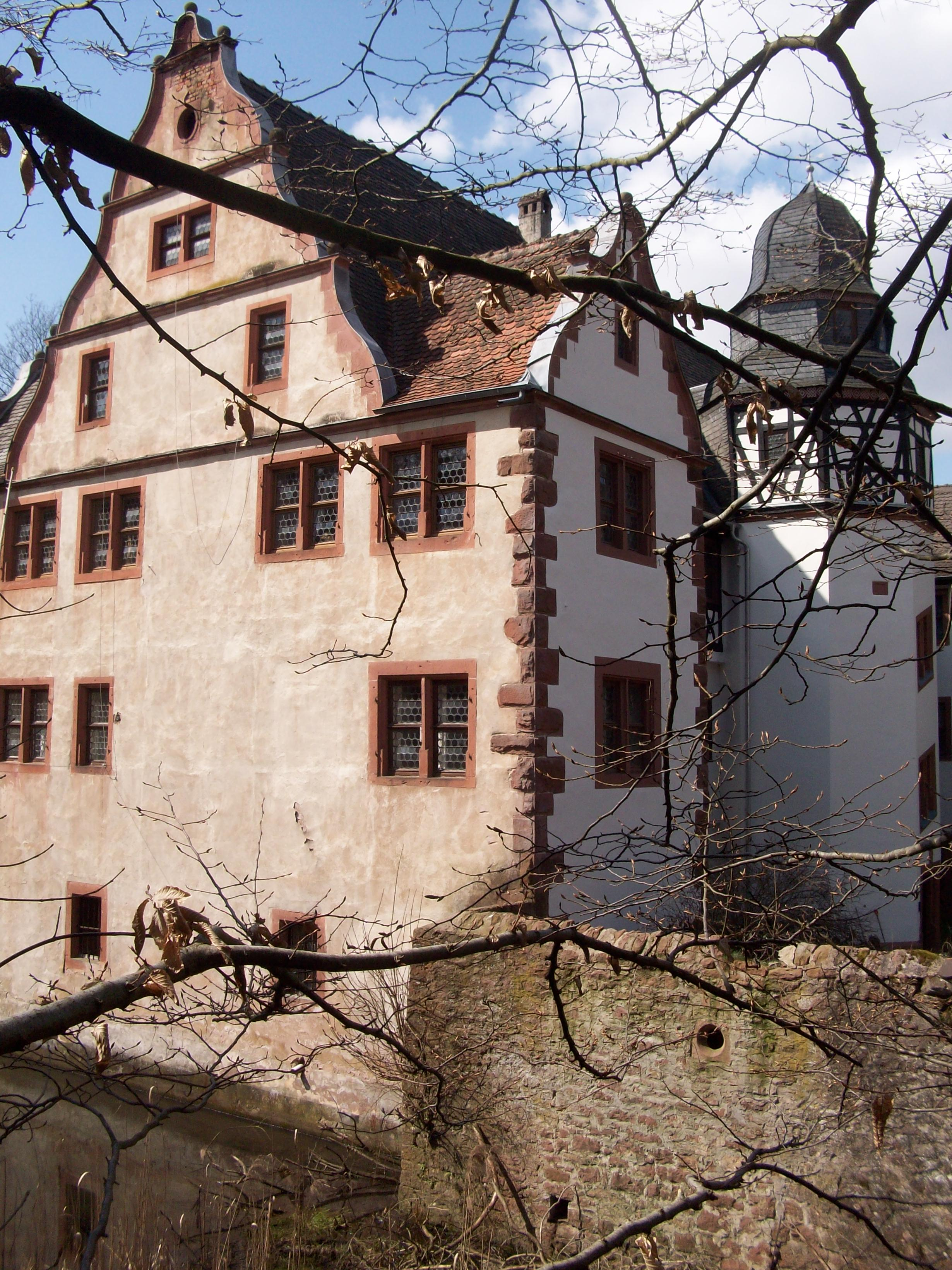
Wasserschloss Oberaulenbach, Schlossansicht von der Hofseite aus Nordnordost
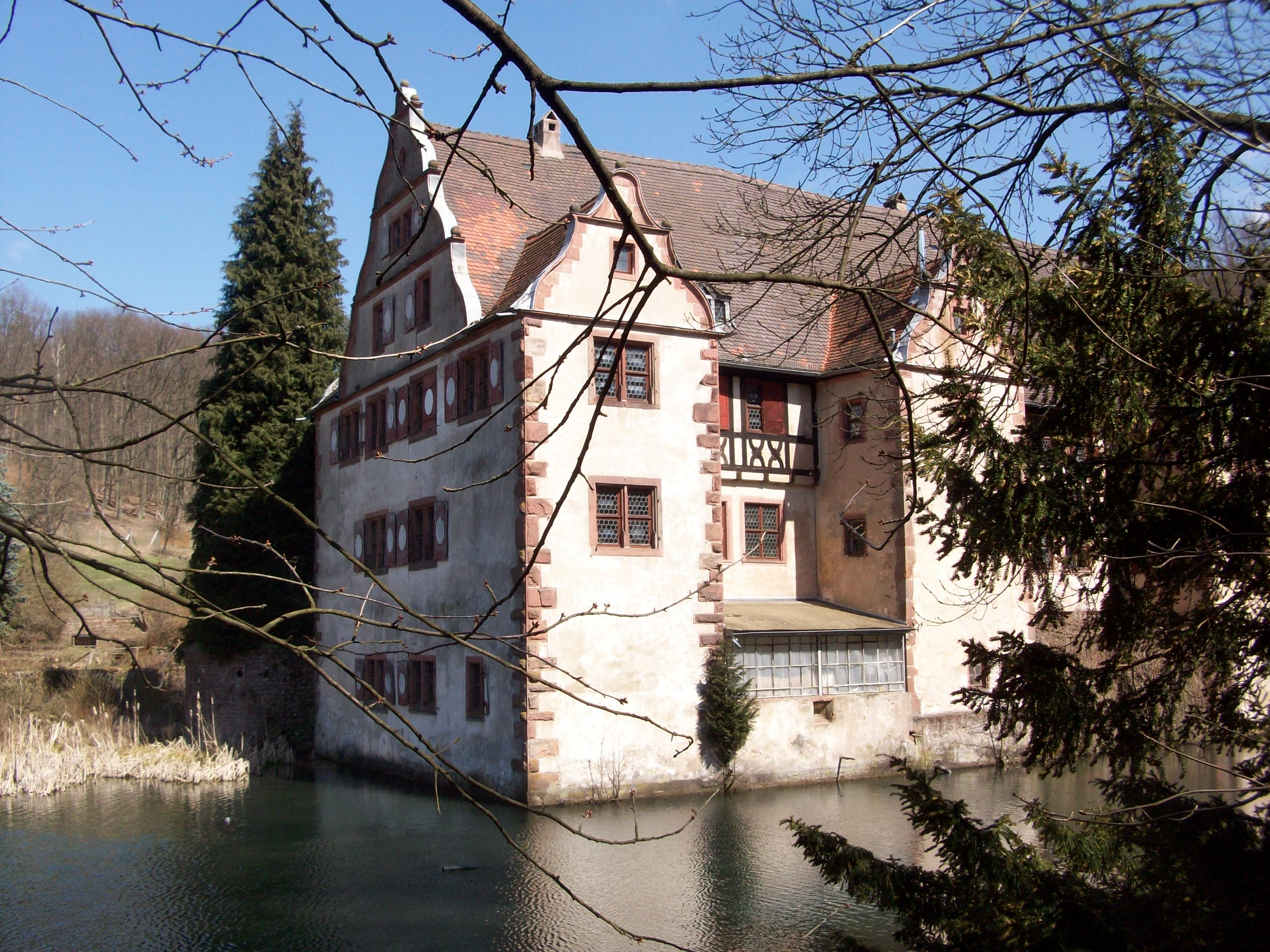
Wasserschloss Oberaulenbach, Schlossansicht Südwestseite und Wassergraben
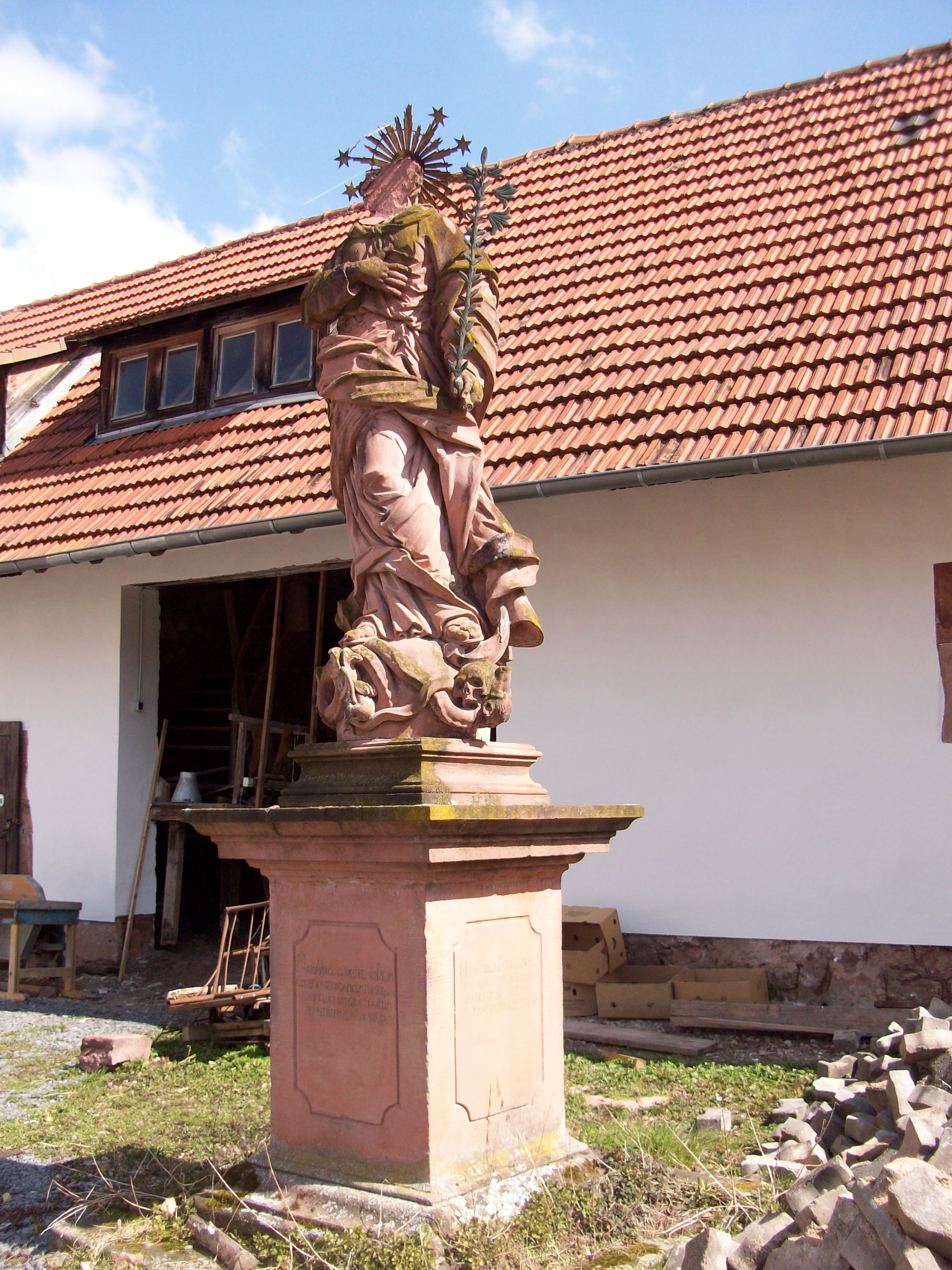
Hofgut Ostseite, Statue
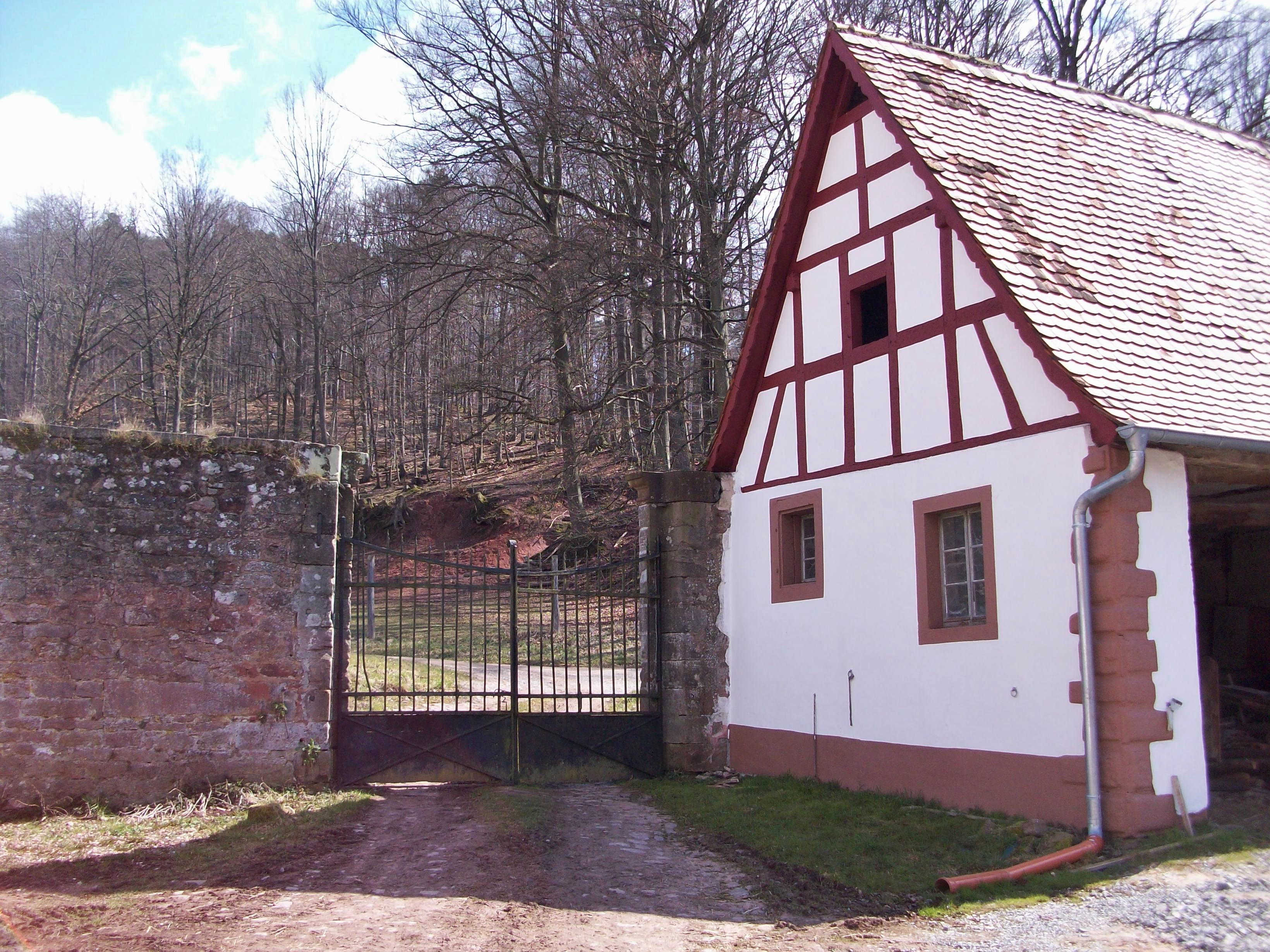
Hofgut, Tor Ostseite